# Ирмгард фон Шварцбург-Бланкенбург
Ирмгард фон Шварцбург-Бланкенбург (на немски: Irmgard von Schwarzburg-Blankenburg; † 26 март 1354) е графиня от Шварцбург-Бланкенбург и чрез женитба графиня на Орламюнде.

## Произход
Тя е дъщеря на граф Хайнрих VII (VI) фон Шварцбург-Бланкенбург († 1324) и първата му съпруга Кристина фон Глайхен († 1296), дъщеря на граф Албрехт III фон Глайхен-Тонна († 1290) и Цецилия Есбернсдатер от Дания († сл. 1290). Баща ѝ се жени втори път сл. 18 септември 1296 г. за графиня Ода (Ута) фон Хенеберг-Хартенберг († 1346).
Сестра е на Хайнрих X (VII) († 1338), женен за Елизабет фон Ваймар-Орламюнде († 1362/1380), и на Гюнтер XXI († 1349), граф на Шварцбург, римско-немски гегенкрал 1349 г.

## Фамилия
Ирмгард фон Шварцбург-Бланкенбург се омъжва пр. 26 юли 1313 г. за граф Хайнрих III фон Орламюнде († сл. 26 март 1354/1357), син на граф Херман III фон Ваймар-Орламюнде († 1283) от фамилията Аскани. Двамата имат децата:
- Хайнрих IV († ок. 1357), граф на Ваймар-Орламюнде, женен за Рихца фон Хенеберг († сл. 1379/1384)
- Фридрих III († 23 юли 1379), граф на Орламюнде
- Юта/Анна (* 1357; † 1383), абатиса на град Илм 1357
- Елизабет (* ок. 1320; † сл. 30 август 1372), омъжена пр. 12 юли 1348 г. за бургграф Албрехт фон Кирхберг († сл. 1364)
- Ирмгард († 1377?), омъжена I. за фогт Хайнрих V фон Плауен († 1364), II. за граф Гюнтер XII фон Кефернбург (†1368)
- Хайнрих V фон Орламюнде-Шауенфорст († пр. 1358)